# Конінське воєводство
Конінське воєводство (пол. województwo konińskie) — адміністративно-територіальна одиниця Польщі найвищого рівня, яка існувала у 1975—1998 роках.
Було однією з 49 основних одиниць адміністративного поділу Польщі, які були скасовані в результаті адміністративної реформи Польщі 1998 року.
Займало площу 5139 км². Адміністративним центром воєводства було місто Конін. Після адміністративної реформи воєводство припинило своє існування і його територія відійшла до Великопольського та Лодзинського воєводств.

## Районні адміністрації
- Районна адміністрація в Колі для гмін: Баб'як, Ходув, Домб'є, Грабув, Гжегожев, Клодава, Коло, Костелець, Ольшувка, Осек-Мали, Пшедеч, Сомпольно, Вежбінек та міста Коло
- Районна адміністрація в Коніні для гмін: Голіна, Гродзець, Казімеж-Біскупі, Клечев, Крамськ, Кшимув, Рихвал, Жґув, Скульськ, Старе Място, Слесін, Вільчин та міста Конін
- Районна адміністрація у Слупці для гмін: Льондек, Орхово, Островіте, Повідз, Пиздри, Слупца, Стшалково, Вітково, Загурув, а також міста Слупца
- Районна адміністрація в Турку для гмін: Бруджев, Добра, Кавенчин, Малянув, Пшикона, Свініце-Варцьке, Тулішкув, Турек, Унеюв, Владиславув та міста Турек.

| 1975 | 425 600 |
| 1980 | 441 200 |
| 1985 | 459 300 |
| 1990 | 469 200 |
| 1995 | 479 700 |
| 1998 | 480 800 |

## Міста
Чисельність населення на 31.12.1998
|  | Конін     | 83 426 |
|  | Турек     | 30 864 |
|  | Коло      | 24 076 |
|  | Слупца    | 14 892 |
|  | Вітково   | 8 100  |
|  | Клодава   | 7 200  |
|  | Голіна    | 4 200  |
|  | Клечев    | 3 600  |
|  | Сомпольно | 3 500  |
|  | Тулішкув  | 3 300  |
|  | Пиздри    | 3 100  |
|  | Унеюв     | 3 100  |
|  | Слесін    | 3 100  |
|  | Загурув   | 2 900  |
|  | Рихвал    | 2 400  |
|  | Домб'є    | 2 100  |
|  | Пшедеч    | 1 800  |
|  | Добра     | 1 500  |